# Speicher Stadthafen (Neustrelitz)

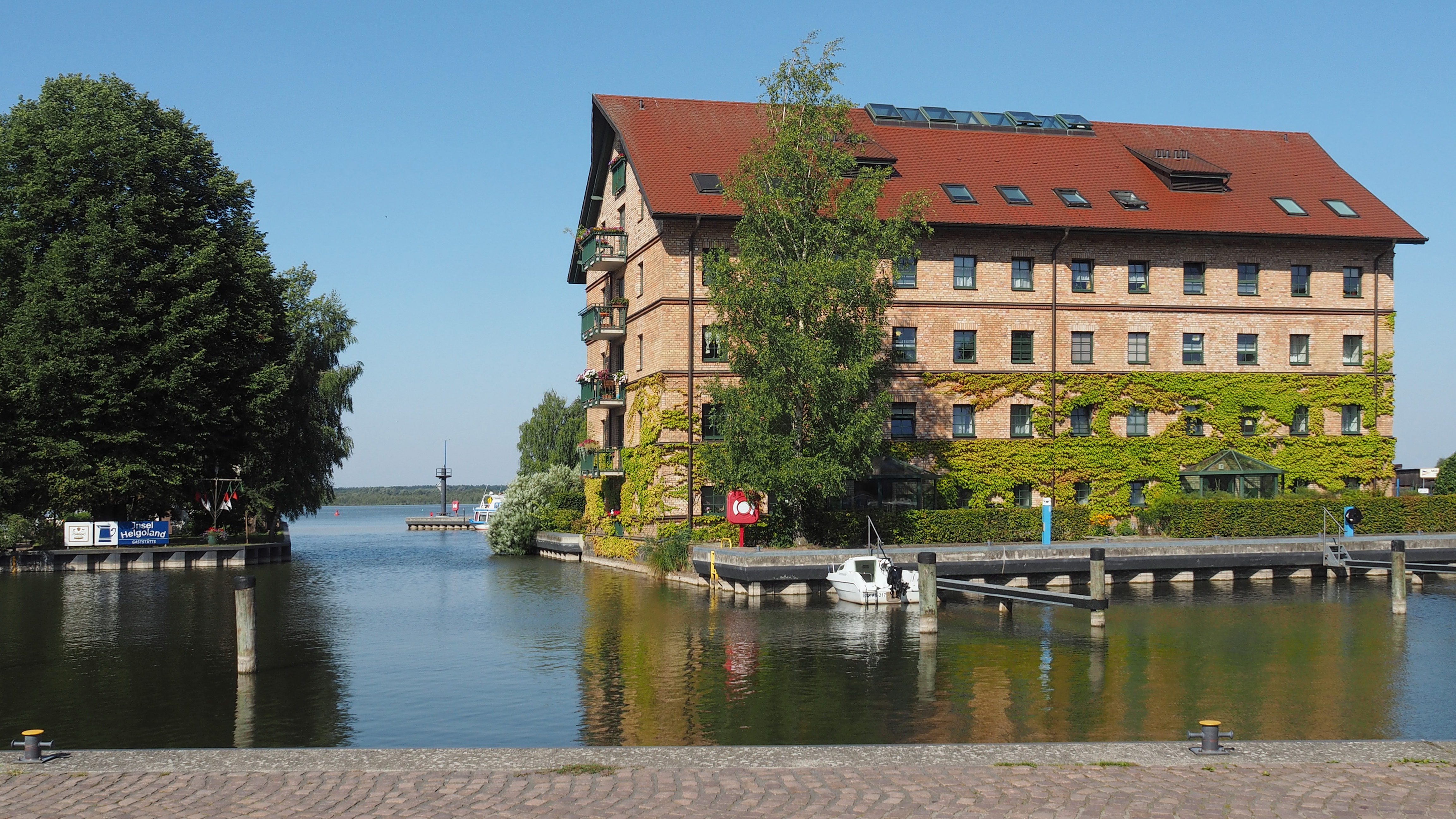

Der ehemalige Speicher Stadthafen in Neustrelitz (Mecklenburg-Vorpommern), Am Stadthafen 7 am Zierker See wurde im 19. Jahrhundert gebaut. Er wurde zu einem Wohnhaus umgebaut.
Das Gebäude steht unter Denkmalschutz.

## Geschichte

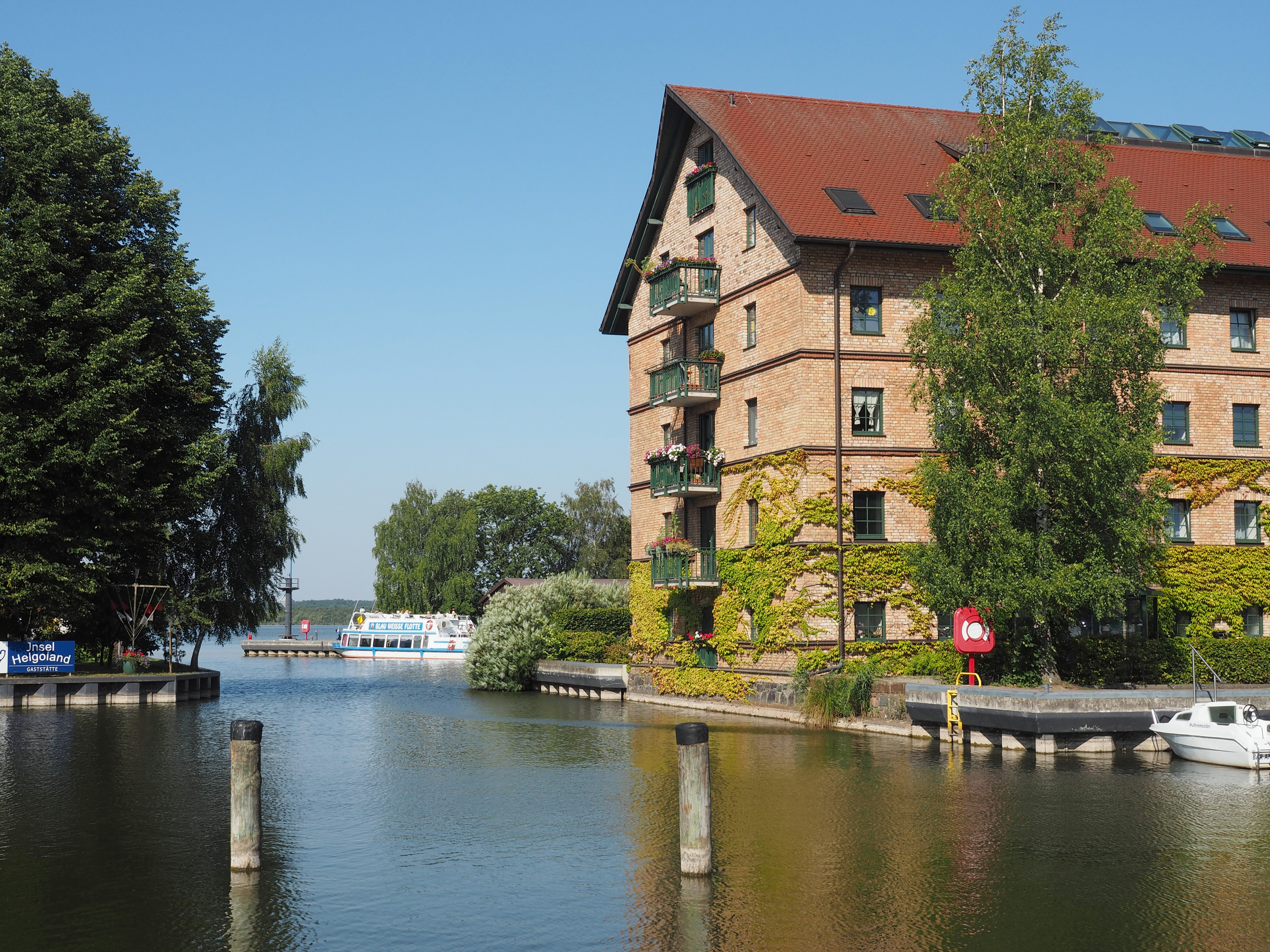

An dem Neustrelitzer Stadthafen von 1842 stehen seit dem Bau des Kammerkanals drei umgebaute Speicher aus dem 19. Jahrhundert: Der Alte Speicher von um 1842 nach Plänen von Friedrich Wilhelm Buttel (heute Hotel), der Speicher mit der heutigen Hafengalerie und der Speicher, der heute ausschließlich Wohnzwecken dient.
Die Korn- und Futtermittellager wurden in der DDR-Zeit  vom Großhandel WtB (Waren des täglichen Bedarfs) und der BHG (Bäuerliche Handelsgenossenschaft) genutzt. Der Hafen wurde in den 1970er Jahren stillgelegt.
Der letztgenannte viergeschossige gelb verklinkerte ehemalige Speicher mit einem Satteldach stammt von 1865 von den Kornhändlern Reinke und Giese.
Er wurde nach 2000 vollständig zu einem Wohnhaus umgebaut.